# Українські оптичні засоби для мережі навколоземного космічного спостереження
Українські оптичні засоби для мережі навколоземного космічного спостереження — є альянсом українських інституційних дослідницькі обсерваторії та оптичні засоби Державного космічного агентства. Його стратегічні завдання включають дослідження навколоземного космічного простору (від LEO до HEO), а також дослідження руху обраних об'єктів шляхом розробки та вдосконалення теорії, моделей і алгоритмів. Також він спрямований на вирішення тактичних завдань, таких як допомога в українських або міжнародних космічних запусках. Поле зору UMOS охоплює велику площу простору, розташування його засобів дозволяє проводити спостереження 3-4 послідовних проходів супутників LEO, а також синхронні та взаємодоповнюючі спостереження.
UMOS веде наземне спостереження за об’єктами навколо Землі з моменту створення мережі. Результати обробки даних отримали позитивні відгуки від замовників в Україні: Державного космічного агентства, Головної астрономічної обсерваторії, а також наших партнерів за кордоном. Зокрема, з 2011 року УМОС (деякі обсерваторії з 2005 року) проводить технічне обслуговування перших контурів після виведення на орбіту (сонячно-синхронну) з Дніпром для ідентифікації та/або уточнення орбіт космічних об’єктів (напр. RapidEye, EgyptSat‑1, CryoSat‑2, Sich‑2, відповідний R/B ракети-носії).
Також UMOS проводить оптичні спостереження за активними супутниками та космічним сміттям в єдиному спільному списку для створення незалежного каталогу TLE та оцінки ймовірностей орбітального з’єднання супутників для пріоритетних супутників, що відповідає вимогам національних систем контролю та аналізу космічного середовища. (тобто схоже на Space Situational Awareness). Лише за 2012 рік було отримано понад 130 000 оцінок позиції для 194 космічних об’єктів LEO (включаючи серії RapidEye, Orbcomm, CubeSat), 37 об’єктів MEO, 29 об’єктів GEO та GSO, а також космічної обсерваторії HEO Радіоастрон. У результаті була створена база даних спостережень, яка на кінець 2012 року налічувала 1509 наборів TLE для 183 космічних об’єктів.
Останнім часом у зв'язку зі збільшенням кількості космічного сміття та максимумом сонячної активності збої в роботі супутників значно почастішали. Фотометричні спостереження можуть допомогти в аналізі стану супутників на орбіті та надати необхідні дані для оцінки можливості їх відновлення.
Фотометричні спостереження та аналіз даних для п'яти акробатичних супутників проводилися з 2010 року. Серед цих п'яти супутників були: два невдалих запуску - Експрес-АМ4 (5775 кг маси на висоті 1000 км), Фобос-Ґрунт (13 200 кг на низькій орбіті 250 км); а також три аварії збою супутника, коли відповідний центр управління втратив зв'язок - CBERS-2B (1450 кг на висоті 780 км), EgyptSat-1 (160 кг на висоті 670 км),  Січ-2 (170 кг на висоті 670 км). Усі ці супутники, крім Фобос-Ґрунта, є нероздільними об’єктами, тому фотометрія була єдиним джерелом інформації про статус на орбіті. Понад 50 000 фотометричних оцінок яскравості супутників було отримано як у інтегральному світловому, так і в широкосмуговому фільтрах системи Джонсона BVR. Доведено, що UMOS здатний проводити все дослідження, від первинних спостережень до аналізу кривих блиску та подальшого визначення варіацій орієнтації супутника та походження його можливого пошкодження.